# Ryota Moriwaki
Ryota Moriwaki (森脇 良太, Moriwaki Ryota) est un footballeur japonais né le 6 avril 1986 à Fukuyama dans la préfecture de Hiroshima au Japon.

## Palmarès
- Championnat du Japon : 2012